# Petit-Rocher
Pour les articles homonymes, voir Petit-Rocher (homonymie) et Rocher.
Petit-Rocher est un ancien village du Nouveau-Brunswick, au Canada. Il fait partie de la ville de Belle-Baie depuis la réforme de la gouvernance locale du 1er janvier 2023. Le village est situé le long de la baie des Chaleurs.

## Toponyme
Le village de Petit-Rocher est nommé ainsi car la légende affirme que ses fondateurs accostèrent sur un petit rocher. Le village porta le nom de Little Roche entre 1850 et 1854, de Madisco jusqu'en 1870 et il prit le nom actuel vers 1870. Sur certaines cartes anciennes, on retrouve le nom Petite Roche (1812) et Sainte Roque or Little Russia (1827). Les anglophones de la région prononcent le nom Petty Roche. Le nom officiel du village, qui était auparavant Village of Petit Rocher, fut changé en Petit-Rocher le 9 septembre 2009

## Géographie

### Situation
Le village est situé sur le bord de la baie des Chaleurs, à 20 km nord-ouest de Bathurst. Le village de Pointe-Verte est à quelque 10 km de Petit-Rocher. À l'ouest se situe le DSL de Laplante. Petit-Rocher a une superficie de 4,49 kilomètres carrés.
Petit-Rocher est généralement considéré comme faisant partie de l'Acadie.

### Logement
Le village comptait 849 logements privés en 2006, dont 810 occupés par des résidents habituels. Parmi ces logements, 71,0 % sont individuels, 10,5 % sont jumelés, 5,6 % sont en rangée, 1,9 % sont des appartements ou duplex et 11,1 % sont des immeubles de moins de cinq étages. 69,1 % des logements sont possédés alors que 30,9 % sont loués. 71,6 % ont été construits avant 1986 et 7,4 % ont besoin de réparations majeures. Les logements comptent en moyenne 6,3 pièces et 0,0 % des logements comptent plus d'une personne habitant par pièce. Les logements possédés ont une valeur moyenne de 87 999 $, comparativement à 119 549 $ pour la province.

## Histoire
Royaume de Grande-Bretagne (1763-1801)

 Royaume-Uni de Grande-Bretagne et d'Irlande (1801-1867)

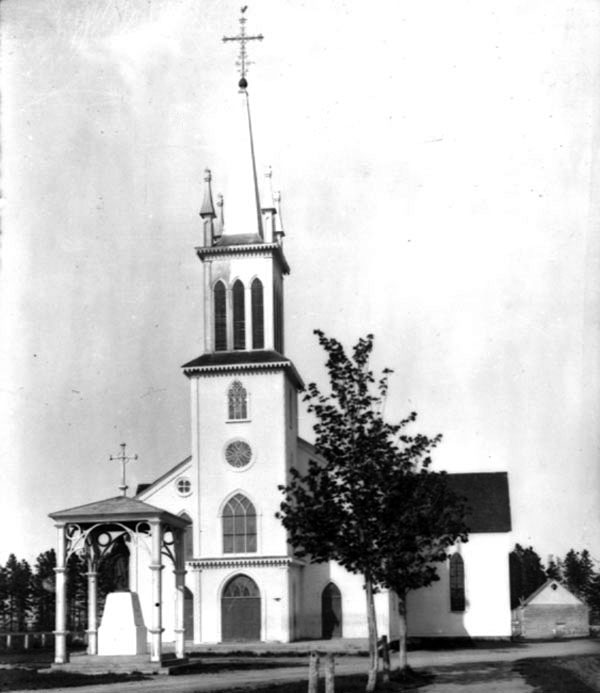
L'église Saint-Polycarpe vers 1920.

Petit-Rocher est situé dans le territoire historique des Micmacs, plus précisément dans le district de Gespegeoag, qui comprend le littoral de la baie des Chaleurs. Ce territoire est revendiqué d'abord par les Iroquois et ensuite seulement par les Mohawks.
La seigneurie de Népisiguit est concédée en 19 mars 1691 au Sieur Jean Gobin, un marchand de Québec; elle avait un territoire long de 12 lieues et profond de 10 lieues, à partir du littoral de la baie et probablement centré sur la rivière Népisiguit ce qui, selon William Francis Ganong, inclut le site de Petit-Rocher. Gobin donne la seigneurie à Richard Denys de Fronsac. La seigneurie, par l'héritage à sa femme, tombe aux mains de Rey-Gaillard, qui la possédait en 1753. Cooney parle d'une concession à un certain Enaud, qui est vraisemblablement Philippe Hesnault, seigneur de Pokemouche et peut-être agent de Gobin.
En 1797, trois Acadiens âgés de 18 ans, Pierre Laplante, Jean Boudreau et Charles Doucet. Ces derniers descendent des victimes de la déportation des Acadiens qui étaient venus de la région Népisiguit (aujourd'hui Bathurst) par bateau sur la Baie des Chaleurs. Depuis ce temps, le village porte la devise latine de Ascencio Populi qui veut dire Ascension du peuple car, les résidents ont lentement mais de façon continue construit un meilleur mode de vie au village. C'est d'ailleurs la pêche plus productive de l'endroit qui a attiré les fondateurs.
En 1825, Petit-Rocher est touché par les Grands feux de la Miramichi, qui dévastent entre 10 000 km2 et 20 000 km2 dans le centre et le nord-est et tuent en tout plus de 280 personnes,.
Un tremblement de terre touche le village le 2 juillet 1922, faisant quelques dégâts. La Caisse populaire de Petit-Rocher est fondée en 1936. L'école régionale, aujourd'hui l'école Le Tournesol, est inaugurée en 1949,.
Petit-Rocher est constitué en municipalité le 9 novembre 1966. L'édifice municipal est inauguré en 1970. À la fin des années 1970, un groupe de motards criminalisés, les Daltons, s'installe au village. Ils intimident la population et les visiteurs, notamment lors du Festival des Rameurs de 1977, où les Popeyes de Montréal, les futurs Hells Angels, se joignent à eux, où lors d'une bataille au bar du motel Maritime, qui fait cinq blessés dont un grave. La tension culmine par une émeute le 29 août, lorsqu'un groupe d'homme armés du village et des environs attaque leur camp et endommage leur matériel. L'école Le Domaine-Étudiant ouvre ses portes la même année.
La bibliothèque municipale ouvre ses portes le 26 juillet 1982. Le village eut l'honneur d'accueillir la 5e finale des Jeux de l'Acadie en 1984. En 1999, la caisse populaire fusionne avec celle de Pointe-Verte  pour former la Caisse populaire Petit-Rocher–Pointe-Verte, qui fusionne avec la caisse de Robertville en 2002 pour former la Caisse populaire des Fondateurs. Finalement, le village accueille pour une 2e fois la 30e finale des Jeux de l'Acadie en 2009.

## Chronologie municipale

Évolution territoriale de la paroisse de Beresford après 1966.

En 1814 La paroisse de Beresford s'étendit jusque dans le comté de Northumberland. C'est en 1826 que le comté de Gloucester a été créé à partir de la paroisse de Beresford et de la paroisse de Saumarez. En 1826, le comté de Restigouche, incluant les paroisses d'Addington et de Durham, est formé à partir de l'ouest de la paroisse de Beresford. En 1837, une partie du territoire de la paroisse de Beresford est transférée à la paroisse de Durham. Dans les années 1881, les limites du comté sont modifiées et la paroisse s'en trouve agrandie. C'est en 1966 jusqu'à nos jours, la municipalité du comté de Gloucester est dissoute et la paroisse de Beresford devient un district de services locaux. Une partie de la paroisse devient la ville de Beresford, les villages de Petit-Rocher, Nigadoo et Pointe-Verte et les DSL d'Alcida, de Dunlop, de Laplante, de Madran, de Nicholas-Denys, de Petit-Rocher Nord, de Petit-Rocher Sud, de Robertville, de Saint-Laurent et de Tremblay,.

## Démographie
(juillet 2016).
Présentement le village compte 1 908 personnes, alors qu'on en dénombrait 1 949 personnes en 2006, 1 966 habitants en 2001 ainsi que 2 078 en 1996. En ce spécialisant seulement en 2006, au total, la population est divisée respectivement dans les deux genres pour un total de 955 personnes.
Dans ces deux groupes comprend, 40 garçons et 40 filles de 0 à 4 ans pour un total de 80. Les 5 à 9 ans sont divisés en 55 garçons et 45 filles soit pour un total de 105 personnes. Les 10 à 14 ans pour un total de 120 personnes est divisé en 65 garçons et 55 filles. Les adolescents de 15 à 19 ans comprend, 60 garçons et 55 filles soit pour un total de 115 personnes. Les personnes du groupe des 20 à 24 ans ayant une majorité masculine à 60 et une minorité féminine pour 45 pour un total de 105 personnes. Les 25 à 29 ans sont d'un total 85 personnes pour être divisé avec une majorité féminine de 45 habitantes sur 40 hommes. Les 30 à 34 ans, total de 90 divisé par les hommes à 40 et les femmes en 45. Pour un total de 125 habitants, le groupe des 35 à 39 ans est composé de 55 hommes et 65 femmes. Les 40 à 44 sont composés de 155 habitants dont 85 sont masculins et 70 sont féminines. Les 45 à 49 ans, sur un total 175 personnes, 75 sont des hommes et 100 sont des femmes. Le groupe des 50 à 54 ans, étant le plus grand groupe de personnes, est divisé également en deux pour donner 95 de chaque côté pour un total de 195 habitants. Le groupe des 55 à 59 ans, composé de 165 personnes, est divisé en 85 hommes et 80 femmes. Pour ce qui est des personnes âgées de 60 à 64 ans, 60 sont des hommes et 75 sont des femmes pour un total de 140 habitants. Le groupe des 65 à 69 ans, il est composé de 95 personnes divisé respectivement en deux pour un total de 45 de chaque côté. Les 70 à 74 ans, pour un total de 90, la majorité sont des hommes à 50 personnes et les femmes en comprend 40. Les 75 à 79 ans, sur un total de 50, 20 sont des hommes et 25 sont des femmes. Les 80 à 84 ans, 10 sont du sexe masculin et 30 sont du sexe féminin ce qui donne un total de 45 individus. Finalement, le groupe des 85 ans et plus en comprend 30 avec 20 femmes et 5 hommes.
| 1976  | 1981  | 1986  | 1991  | 1996  |
| ----- | ----- | ----- | ----- | ----- |
| 1 790 | 1 873 | 1 924 | 1 988 | 2 078 |

| 2001  | 2006  | 2011  | 2016  | - |
| ----- | ----- | ----- | ----- | - |
| 1 966 | 1 949 | 1 908 | 1 897 | - |

## Économie
Le siège-social de la Caisse populaire des Fondateurs, membre des Caisses populaires acadiennes, est situé en ville. La caisse possède trois succursales et compte près de 7 300 membres. Les Engrais Chaleur emploient 40 personnes. Principalement, comme dans la plupart de la région Chaleur, l'activité économique la plus importante est celle de la pêche, le tourisme ainsi que les attractions touristiques.
Entreprise Chaleur, un organisme basé à Bathurst faisant partie du Réseau Entreprise, a la responsabilité du développement économique de la région.
L'activité économique de la région est dominée par l'exploitation forestière, les mines et les télécommunications. Un grand nombre d'emplois sont également disponibles dans la commerce de détail, les services publics ainsi que dans l'industrie manufacturière. L'activité économique est en fait concentrée principalement à Belledune et Bathurst.

## Administration
(juillet 2016).

### Conseil municipal
Le conseil municipal est formé d'un maire et de cinq conseillers généraux. Le conseil précédent est élu le 12 mai 2008. Le conseil municipal actuel est élu lors de l'élection quadriennale du 14 mai 2012 mais un poste de conseiller reste vacant. Une élection partielle a lieu pour cette raison le 25 juin suivant et Rachel Boudreau St-Eloy est élue.
Conseil municipal actuel
| Mandat      | Fonctions            | Nom(s)                                                                            |
| ----------- | -------------------- | --------------------------------------------------------------------------------- |
| 2021 - 2025 | Maire                | Rachel Boudreau                                                                   |
| 2021 - 2025 | Conseillers généraux | Réjean Guitard, Linda Chamberlain, Annik Noël, Gaston Frenette, Jean-Marc Cormier |

Anciens conseils municipaux
| Mandat      | Fonctions   | Nom(s)                                                                      |
| ----------- | ----------- | --------------------------------------------------------------------------- |
| 2016 - 2021 | Maire       | Luc Desjardins                                                              |
| 2016 - 2021 | Conseillers | Réjean Guitard, Stéphane Leblanc, Donald Roy, Annik Noël, Linda Chamberlain |

| Mandat      | Fonctions   | Nom(s)                                                                           |
| ----------- | ----------- | -------------------------------------------------------------------------------- |
| 2008 - 2012 | Maire       | Pierre Godin                                                                     |
| 2008 - 2012 | Conseillers | Rachel Boudreau, Gaston N. Frenette, Réjean Guitard, Donald Roy, Anne Thibodeau. |

| Période                                  | Période  | Identité          | Étiquette | Qualité |
| ---------------------------------------- | -------- | ----------------- | --------- | ------- |
| 1969                                     | ???      | Claude Desjardins |           |         |
| 1974                                     | 1975     | Maurice Mourant   |           |         |
| 1975                                     | 1979     | Pierre Godin      |           |         |
| 1980                                     | 19??     | Maurice Roy,      |           |         |
|                                          | 2001     | Roland Haché      |           |         |
| 2001                                     | 2004     | Roland Leblanc    |           |         |
| 2004                                     | 2008     | Roger F. Cormier  |           |         |
| 2008                                     | 2012     | Pierre Godin      |           |         |
| 2012                                     | en cours | Luc Desjardins    |           |         |
| Les données manquantes sont à compléter. |          |                   |           |         |

### Commission de services régionaux
Petit-Rocher fait partie de la Région 3, une commission de services régionaux (CSR) devant commencer officiellement ses activités le 1er janvier 2013. Petit-Rocher est représenté au conseil par son maire. Les services obligatoirement offerts par les CSR sont l'aménagement régional, la gestion des déchets solides, la planification des mesures d'urgence ainsi que la collaboration en matière de services de police, la planification et le partage des coûts des infrastructures régionales de sport, de loisirs et de culture; d'autres services pourraient s'ajouter à cette liste.

### Représentation
Petit-Rocher est membre de l'Association francophone des municipalités du Nouveau-Brunswick.
 Nouveau-Brunswick: Petit-Rocher fait partie de la circonscription de Nigadoo-Chaleur, qui est représentée à l'Assemblée législative du Nouveau-Brunswick par Roland Haché, du parti libéral. Il fut élu en 1999 et réélu depuis.
 Canada: Petit-Rocher fait partie de la circonscription d'Acadie-Bathurst. Cette circonscription est représentée à la Chambre des communes du Canada par Yvon Godin, du NPD. Il fut élu lors de l'élection de 1997 contre le député sortant Doug Young, en raison du mécontentement provoqué par une réforme du régime d’assurance-emploi.

### Projets de fusions
Au cours des années 2000, Petit-Rocher a évalué la possibilité d'annexer des localités environnantes, de restructurer ses services ou d'en partager les coûts.

## Vivre à Petit-Rocher

### Éducation
Petit-Rocher compte deux écoles publiques primaires francophones faisant partie du sous-district 3 du district scolaire Francophone Nord-Est. L’école Le Tournesol accueille les élèves de la maternelle à la 3e année tandis que l'école Le Domaine étudiant offre les cours de la 4e à la 8e année. Les élèves doivent ensuite poursuivre leurs études à l'école secondaire Népisiguit à Bathurst.
La bibliothèque publique de Petit-Rocher fut ouverte au public en 1981 mais ne fut intégrée dans le réseau provincial qu'en novembre 1988. La municipalité loue un local au Complexe Madisco à Petit-Rocher et fournit l'ameublement et s'occupe de l'entretien général. La Bibliothèque régionale Chaleur s'occupe de l'embauche des employés et de l'achat des livres.
Les membres de la commission de Petit-Rocher sont nommés par le Conseil municipal et celui-ci voit à la gérance de la bibliothèque (promotion, création d'activités, etc.).

#### Transport

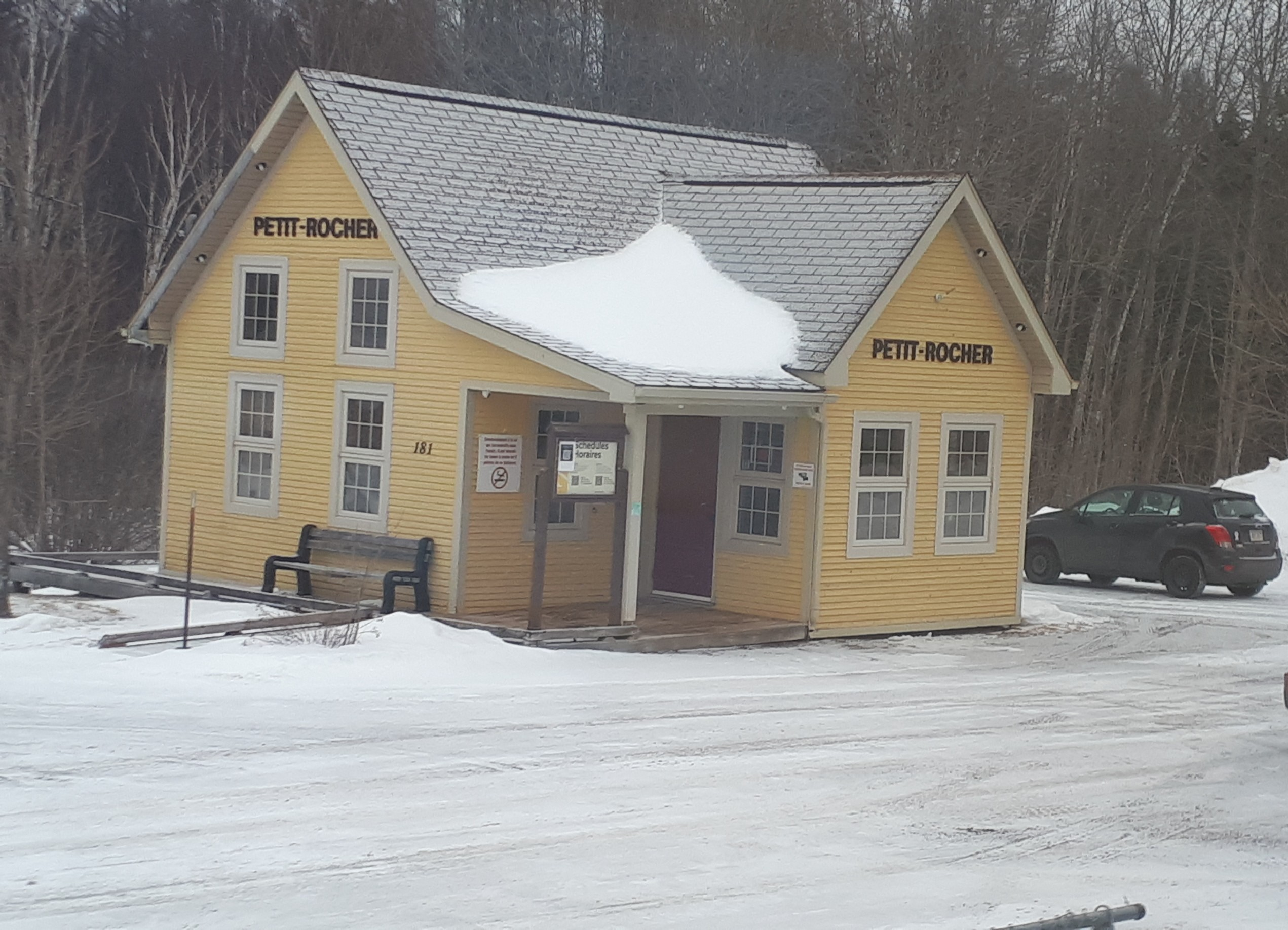
La nouvelle gare, 2025

La gare de Petit-Rocher est desservie par le train l'Océan de VIA Rail.  Il y a un train par jour dans chaque direction, sauf le mardi. L'arrêt est sur demande seulement. La gare est située à 1 kilomètre à l'ouest du centre-ville. Démolie en 1990, elle a été reconstruite en 2010 avec un budget estimé à 160 000 $. La nouvelle gare est une réplique de l'ancienne maison du chef de gare.

#### Sport, parcs et loisirs
Le parc de la Plage est un concept d'un parc récréo-touristique qui vise surtout la famille. Ouvert l'été, il y a plusieurs sites de pique-nique, différents jeux, tels que le volley-ball, le fer à cheval et les rondelles, des facilités sanitaires et des douches extérieures. La plage est non surveillée mais l'eau y est peu profonde sur plusieurs mètres à marée basse, la rendant ainsi idéale pour les tout-petits.
La plage offre également un bingo 50/50 tous les jeudis soir et de la musique avec chanteur tous les dimanches après-midi avec service de cantine.

#### Autres services publics
La Brigade est formée de 25 pompiers bénévoles. Aucun n'y travaille à temps plein. L'alarme est donnée par le système du 9-1-1. Grâce à un arrangement avec le gouvernement provincial, Petit-Rocher fournit le service de pompiers à plusieurs districts de services locaux environnants.
Depuis 1981, le village met en commun ses services policiers avec les municipalités de Beresford, Nigadoo et Pointe-Verte, dans le cadre de la police régionale BNPP. Le détachement de la Gendarmerie royale du Canada le plus proche est à Bathurst.
L'hôpital régional Chaleur de Bathurst est l'établissement de santé le plus proche. Il y a toutefois un centre de santé à Pointe-Verte.
Petit-Rocher compte aussi un bureau de poste, des institutions financières et des bureaux gouvernementaux; la population doit toutefois se rendre à Bathurst pour des services complémentaires.
La collecte des déchets et matières recyclables est effectuée par la Commission de gestion des déchets solides de Népisiguit-Chaleur.
Les francophones bénéficient du quotidien L'Acadie nouvelle, publié à Caraquet, ainsi qu'à l'hebdomadaire L'Étoile, de Dieppe. Ils ont aussi accès à l'hebdomadaire Hebdo Chaleur, publié à Bathurst. Les anglophones bénéficient des quotidiens Telegraph-Journal, publié à Saint-Jean ainsi que de l'hebdomadaire Northern Light, de Bathurst.

### Religion
L'église Saint-Polycarpe est une église catholique romaine faisant partie du diocèse de Bathurst.

## Culture
Petit-Rocher est le siège de plusieurs organismes représentant les Acadiens du Nouveau-Brunswick et du Canada atlantique, dont la Société des Acadiens et des Acadiennes du Nouveau-Brunswick, l'Association des municipalités francophones du Nouveau-Brunswick et la Société des Jeux de l'Acadie.

### Personnalités
- Marie-Philippe Bergeron, chanteuse
- Danny Boudreau, chanteur ;
- Joey J. Boudreau, entrepreneur et artiste visuel
- John Boulay, chanteur/guitariste
- Stéphane Hébert, chanteur/Guitariste
- Pierre Godin, travailleur social, ancien député provincial et maire du village;
- Jean-Marie Madran (1783-1857), prêtre, mort à Petit-Rocher ;
- Lucien Pelletier, chanteur
- Denis Richard, auteur-compositeur-interprète
- Réjean Roy (1971-), écrivain et illustrateur, né à Petit-Rocher.

### Architecture
La gare de Petit-Rocher est une réplique de l'ancienne maison du chef de gare datant des années 1940. Elle abrite aussi le centre d'information touristique. L'édifice a été construit entre 2008 et 2010 au coût de 160 000 $,.

### Évènements et Festival

#### Festival des Rameurs
Le Festival des rameurs a lieu au mois de juillet. Tout a commencé en 1967, pendant les 100 ans de la Confédération, la paroisse avait comme projet d'organiser la traversée de la Baie des Chaleurs en bateau à rames.  Cet évènement avait été tellement un grand succès que vint le désir de le voir à toutes les années.  Lors de l'accueil des rameurs, Mgr Arthur Gallien, curé à cette époque, nous avait assévènementuré que le festival se nommerait «Festival des Rameurs».  L'année suivante, donc en 1968, le Festival naissait sous la présidence de Monsieur Edmond Boudreau avec l'aide de Mgr Gallien.
À chaque année, beau temps, mauvais temps, la traversée apporte des milliers de personnes au site de l'arrivée baptisé «Place des Rameurs» pour accueillir les rameurs et rameuses.
Le Festival est un évènement annuel sportif et culturel se tenant la deuxième semaine de juillet dont l'activité principale est, la traversée de la Baie des Chaleurs d'une distance d'environ 35 km (22 miles), soit de Bonaventure, Québec à Petit-Rocher, N.-B., en baleinières par 5 rameurs ou 5 rameuses.

### Langue

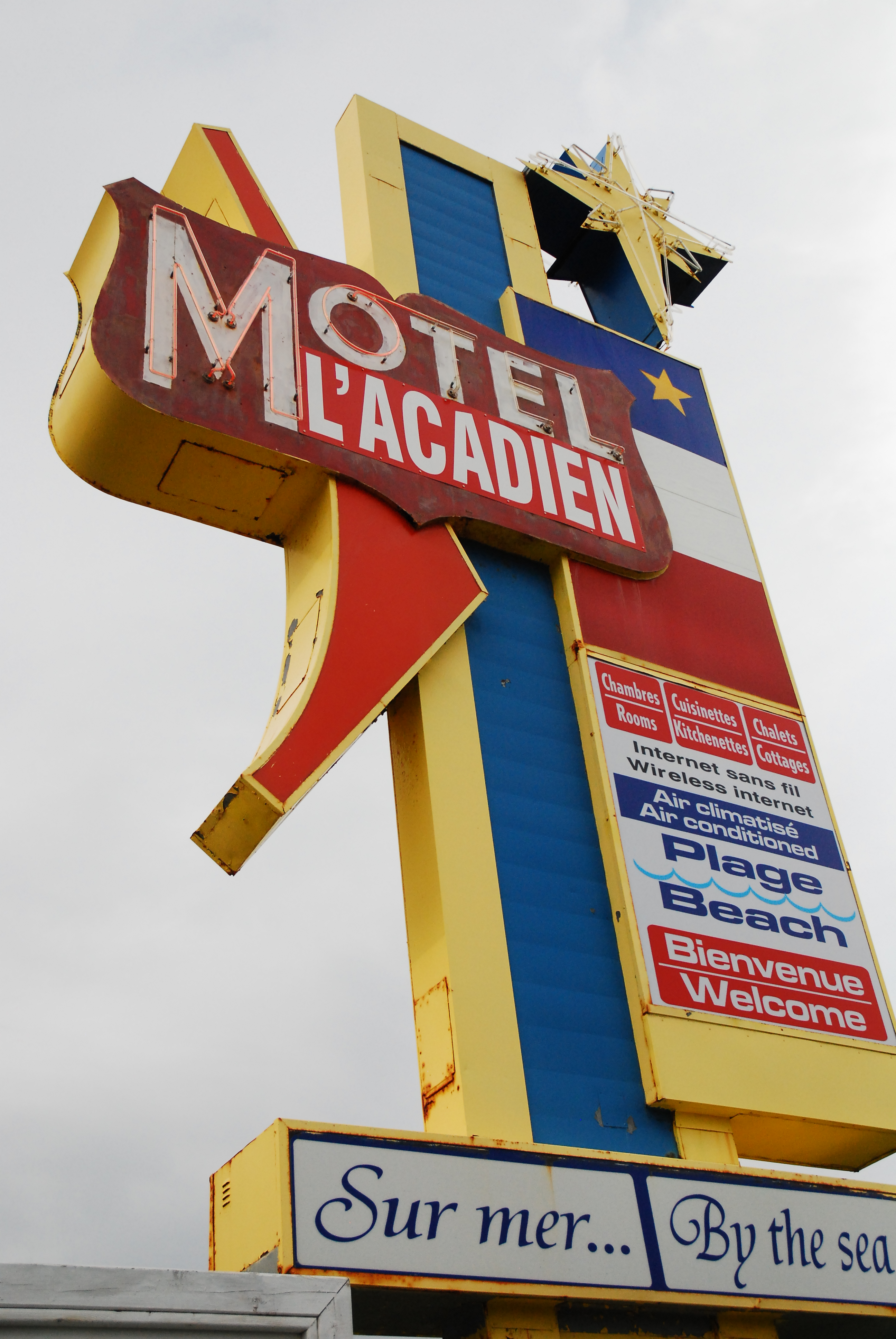
Affichage bilingue à Petit-Rocher en 2011.

Les habitants de Petit-Rocher parlent généralement le français acadien.
Selon la Loi sur les langues officielles, Petit-Rocher est officiellement francophone puisque moins de 20 % de la population parle l'anglais. En 2011, elle devient la deuxième municipalité de la province, après Dieppe, à adopter un règlement sur l'affichage bilingue, rendant l'usage du français obligatoire; d'autres langues comme l'anglais sont permises mais le français doit alors avoir préséance.